# Стрелков, Игорь Константинович
Игорь Константинович Стрелков — советский хозяйственный и политический деятель.

## Биография
Родился в 1929 году в Туле. Член КПСС.
Окончил Тульский механический институт.
В 1947—1953 гг. — технолог в научно-исследовательском институте, затем мастер на Тульском машиностроительном заводе.
В 1953—1965 гг. — инженерный и руководящий работник в городе Туле.
В 1965—1976 гг. — второй секретарь, первый секретарь Тульского горкома КПСС, секретарь Тульского обкома КПСС.
В 1976—1978 гг. — работник аппарата ЦК КПСС.
В 1978—1980 гг. — второй секретарь ЦК Компартии Латвии.
Депутат Верховного Совета Латвийской ССР 9-го и 10-го созывов, Верховного Совета СССР 10-го созыва. 
Жил в Москве.